# Babočka síťkovaná
Babočka síťkovaná (Araschnia levana (Linnaeus, 1758)) je denní motýl z čeledi babočkovitých, nejmenší babočka v Česku.

## Vzhled
Velmi zajímavá je zvláště kvůli nápadným sezónním proměnám (sezónní dimorfismus), takže v dřívějších dobách byla každá forma považována za jiný druh! Proměny babočky jsou závislé na ekdysteroidních hormonech, jejichž uvolňování je dáno délkou dne.
- Jarní forma líhnoucí se z přezimujících kukel je rezavě červená s bílými (zažloutlými) a černými poli. Je vývojově původní.
- Letní forma je převážně černá s bílými poli a políčky se zbytky rezavého zbarvení.
- Někdy je uváděna ještě forma podzimní, zbarvením mezi jarní a letní generací, zřejmě jde ale pouze o opožděně vylíhnuté jedince letní generace.

Obě generace mají na spodní straně křídel bílou síťku.
Housenka babočky síťkované je jednobarevná, barva je černohnědá až černá. Hlava a hřbet jsou otrněné, jednotlivé tmavé trny se větví.

## Rozšíření
Babočka síťkovaná je rozšířená po celém území Eurasie. V minulosti byla v některých obdobích velmi vzácná, dnes je to běžný denní motýl, vyskytující se od nížin až po hory (tam pouze občas chybí druhá forma).

## Způsob života

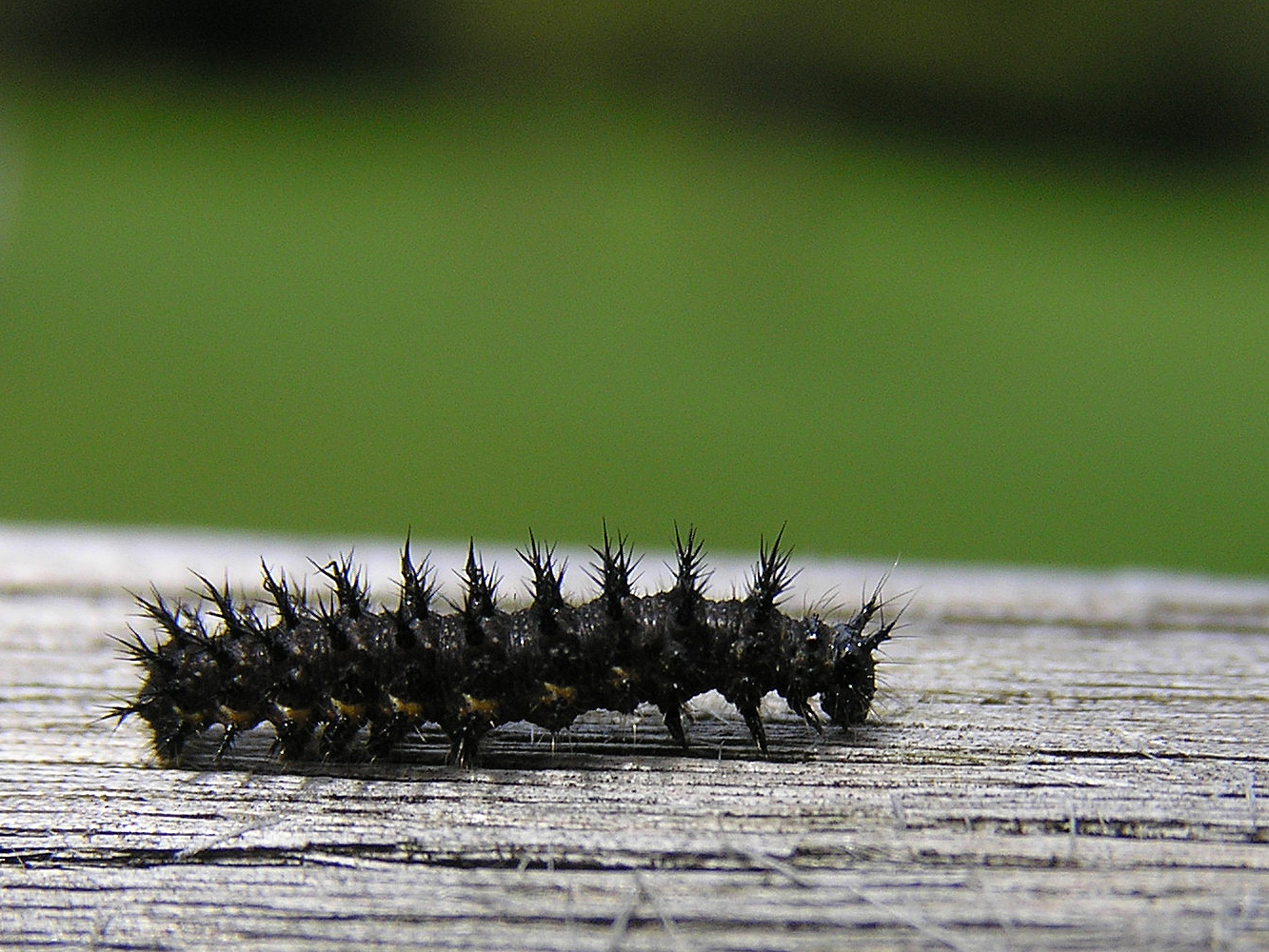
housenka babočky síťkované

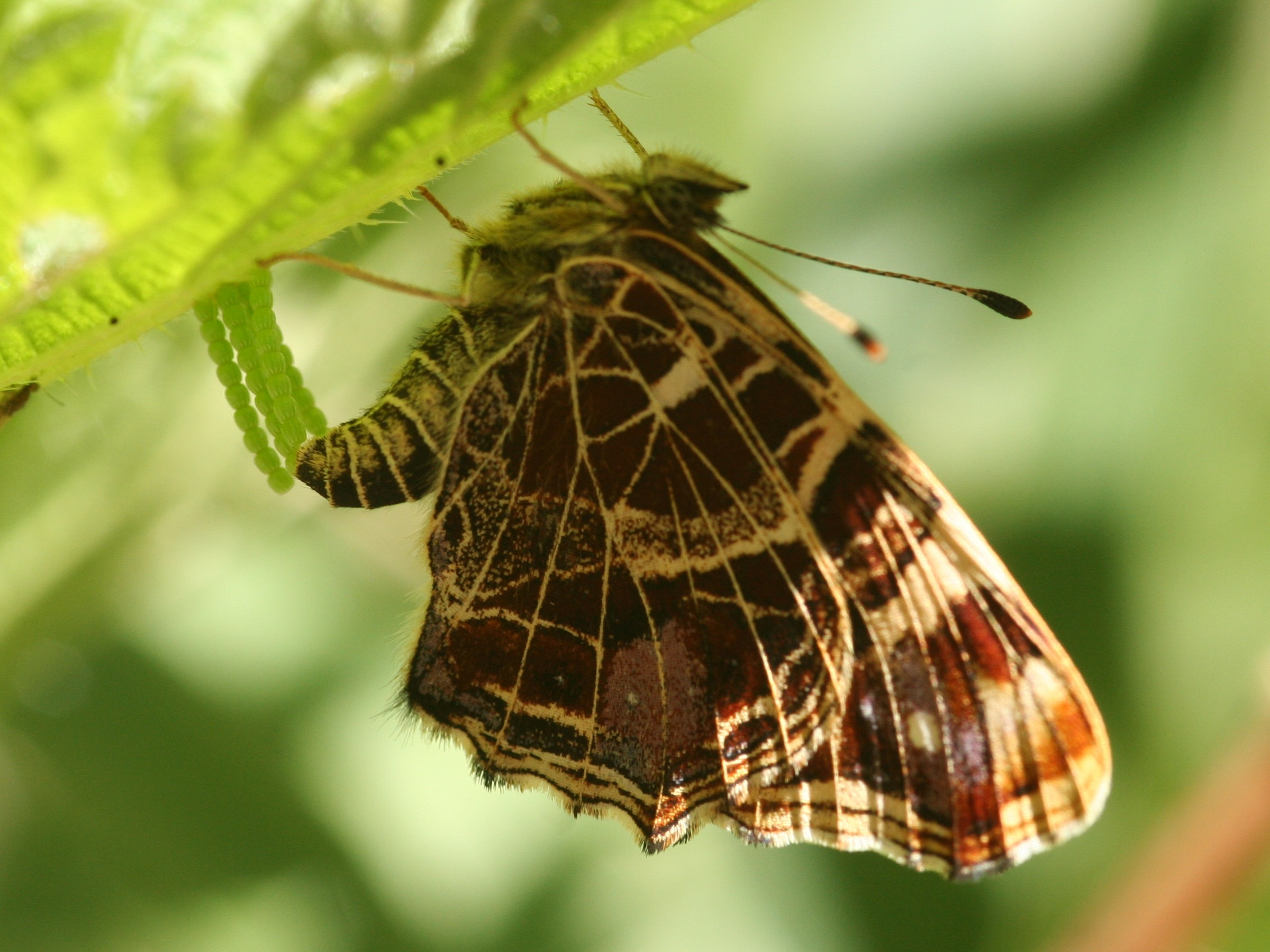
samička při kladení vajíček na kopřivu

Živí se nektarem. Vajíčka klade většinou na kopřivy a to do sloupečků na spodní stranu listu, kde pak žije i housenka. Ty žijí nejprve pospolitě v sepředených částech kopřiv a později se zdržují osamoceně rozptýleny po rostlině. Housenky jsou zbarveny tmavě hnědě a na hřbetě mají tmavé trny.